# Roncola
Roncola – miejscowość i gmina we Włoszech, w regionie Lombardia, w prowincji Bergamo.
Według danych na styczeń 2009 gminę zamieszkiwało 760 osób przy gęstości zaludnienia 149 os./1 km².